# Gaius Marcius Censorinus (Anhänger des Marius)
Gaius Marcius Censorinus († 82 v. Chr.) war ein römischer Politiker und Militär zu Beginn des ersten Jahrhunderts v. Chr.
Gaius Marcius Censorinus war Anhänger des Gaius Marius. Im Jahr 88 v. Chr. bekleidete er das Amt eines römischen Münzmeisters und ließ in dieser Funktion fünf verschiedene Münztypen (zwei Denare, zwei Asse und einen Semis) prägen, von denen die Asse den Hafen von Ostia beziehungsweise die Schiffshäuser von Ostia abbilden. Auf Anweisung des Marcius wurde der amtierende Konsul des Jahres 87 v. Chr., Gnaeus Octavius, getötet, als es zu Konfrontationen der Sullaner, zu denen Octavius gehörte, mit den Marianern kam. 82 v. Chr. hatte er das Kommando bei einer Schlacht gegen Gnaeus Pompeius Magnus bei Sena Gallica inne, unterlag jedoch. Nach der Schlacht an der Porta Collina wurde Marcius Censorinus gefangen genommen und auf Sullas Anweisung hin getötet.